# ISO/IEC 17025
ISO/IEC 17025 es una normativa internacional desarrollada por ISO (International Organization for Standardization) en la que se establecen los requisitos que deben cumplir los laboratorios de ensayo y calibración. Se trata de una norma de Calidad que tiene base en la serie de normas ISO 9000, aunque introduce una serie de requisitos técnicos imprescindibles para lograr la acreditación de los laboratorios de ensayo y calibración. La acreditación de los laboratorios de ensayo y calibración se logra a través de los entes regionales que participan en redes internacionales de colaboración. La norma ISO/IEC 17025 es aplicada por los laboratorios de ensayo y calibración con el objetivo de demostrar que son técnicamente competentes y que sus resultados son veraces. La versión vigente es la tercera edición de 2017.
La norma trata temas tales como: la competencia técnica del personal, la conducta ética del personal, la utilización de ensayos bien definidos y procedimientos de calibración, participación en ensayos de pericia y contenidos de informes de ensayos y certificados.

## Historia
La Norma ISO/IEC 17025 sustituye a las anteriores Guía ISO/IEC 25 (General requirements for the competence of calibration and
testing laboratories) y a la norma europea EN 45001 (Criterios generales para el funcionamiento de los laboratorios de ensayo [UNE, 1991]) aportando nuevos requisitos en los aspectos de las responsabilidades y compromiso de la alta dirección y poniendo mayor énfasis en la mejora continua según el método PDCA y la interlocución con el cliente.
Se publicó en España en julio de 2000 como la UNE-EN ISO/IEC 17025 siendo una traducción de la norma europea [UNE, 2000], de la cual se desprenden los criterios para la certificación de los laboratorios, establecidos por la entidad Nacional de Acreditación ENAC.

## Estructura y contenido
Tras su actualización en 2017, la nueva versión de la norma ISO/IEC 17025:2017 se agrupa en ocho secciones y dos anexos. El contenido de la norma (ES) ISO/IEC 17025:2017 se encuentra desglosado a continuación:
1. Objeto y campo de aplicación.
2. Referencias normativas.
3. Términos y definiciones.
4. Requisitos Generales.
  1. Imparcialidad
  2. Confidencialidad
5. Requisitos relativos a la Estructura
6. Requisitos relativos a los Recursos
  1. Generalidades
  2. Personal
  3. Instalaciones y condiciones ambientales
  4. Equipamiento
  5. Trazabilidad metrológica
  6. Productos y servicios suministrados externamente
7. Requisito del Proceso
  1. Revisión de solicitudes, ofertas y contratos
  2. Selección, verificación y validación de métodos
    1. Selección y verificación de métodos
    2. Validación de los métodos

  3. Muestreo
  4. Manipulación de los ítems de ensayo o calibración
  5. Registros técnicos
  6. Evaluación de la incertidumbre de medición
  7. Aseguramiento de la validez de los resultados
  8. Informe de resultados
    1. Generalidades
    2. Requisitos comunes para los Informes (ensayo, calibración o muestreo)
    3. Requisitos específicos para los informes de ensayo
    4. Requisitos específicos para los certificados de calibración
    5. Información de muestreo – requisitos específicos
    6. Información sobre declaraciones de conformidad
    7. Información sobre opiniones e interpretaciones
    8. Modificaciones a los informes

  9. Quejas
  10. Trabajo no conforme
  11. Control de los datos y gestión de la información
8. Requisito del Sistema de Gestión
  1. Opciones
    1. Generalidades
    2. Opción A: no se dispone de ningún SGC implementado.
    3. Opción B: ya se dispone y mantiene un SGC basado en la ISO 9001.

  2. Documentación del sistema de gestión (Opción A)
  3. Control de documentos del sistema de gestión (Opción A)
  4. Control de registros (Opción A)
  5. Acciones para abordar riesgos y oportunidades (Opción A)
  6. Mejora (Opción A)
  7. Acciones correctivas (Opción A)
  8. Auditorías internas (Opción A)
  9. Revisiones por la dirección (Opción A)

- Anexo A (Informativo) Trazabilidad metrológica.
- Anexo B (Informativo) Opciones de sistemas de gestión.

A diferencia de la versión anterior, esta nueva versión de 2017 presenta cambios importantes, entre los que se incluyen una alineación con la norma ISO 9001 y una reducción de los requisitos prescriptivos. Lo que deriva en una reestructuración de los capítulos de la norma, donde se han modificado las dos gran secciones anteriores (Requisitos de gestión y Requisitos técnicos), por los cinco nuevos grandes apartados comentados en la estructura. Otros aspectos importantes que se ha visto modificados son el reconocimiento a las actividades de muestreo, se han incorporado de los sistemas informatizados para la gestión de los datos del laboratorio y su evaluación, así como se ha actualizado la terminología.